# La Peña, Spanien
La Peña är en ort i Spanien.   Den ligger i provinsen Provincia de Salamanca och regionen Kastilien och Leon, i den nordvästra delen av landet, 250 km väster om huvudstaden Madrid. La Peña ligger 700 meter över havet och antalet invånare är 138.
Terrängen runt La Peña är platt åt sydost, men åt nordväst är den kuperad. Runt La Peña är det mycket glesbefolkat, med 5 invånare per kvadratkilometer. Närmaste större samhälle är Vitigudino, 19,7 km söder om La Peña. Trakten runt La Peña består i huvudsak av gräsmarker.